# Mecánica de suelos

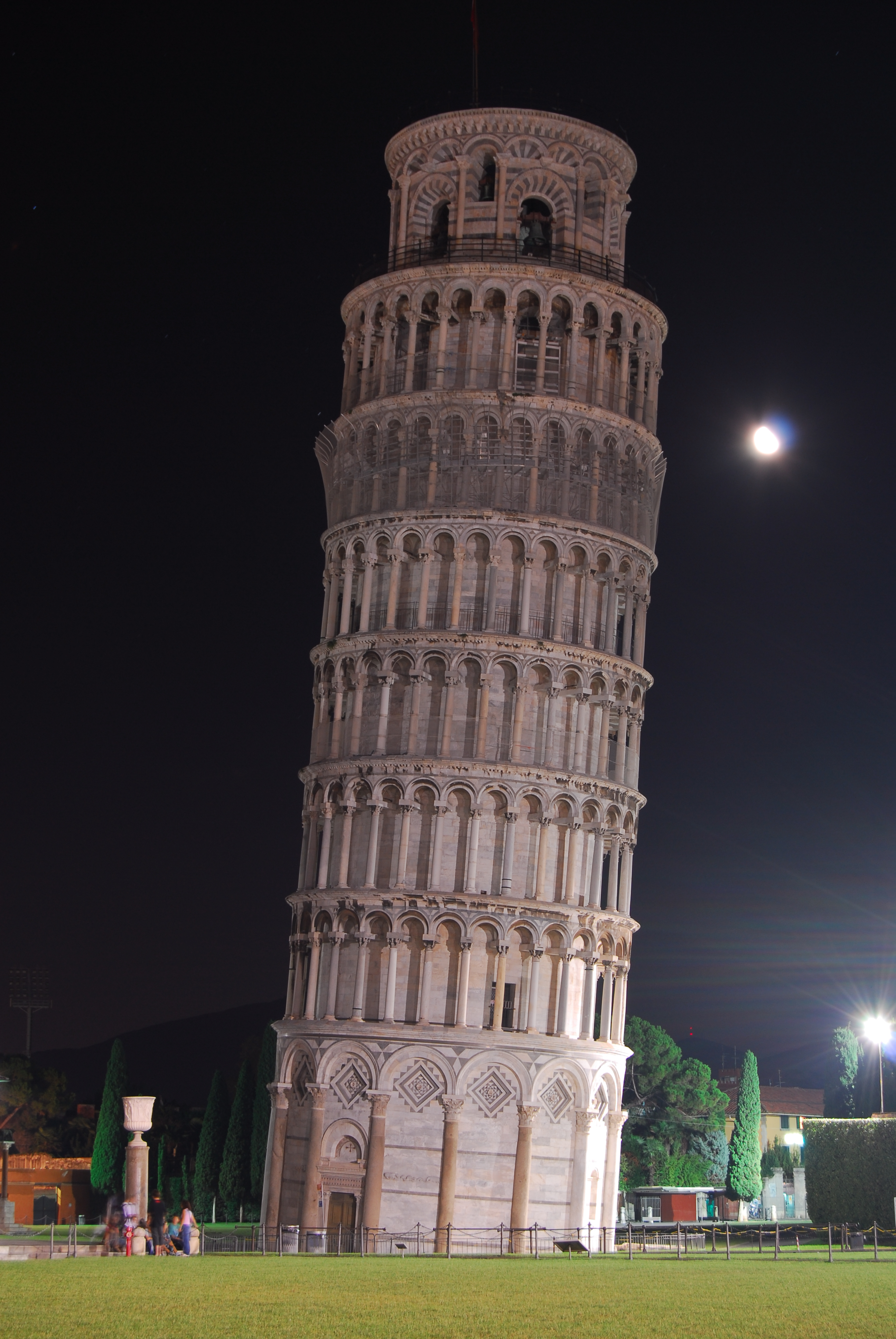
La Torre de Pisa, ejemplo de un problema originado por deformaciones importantes.

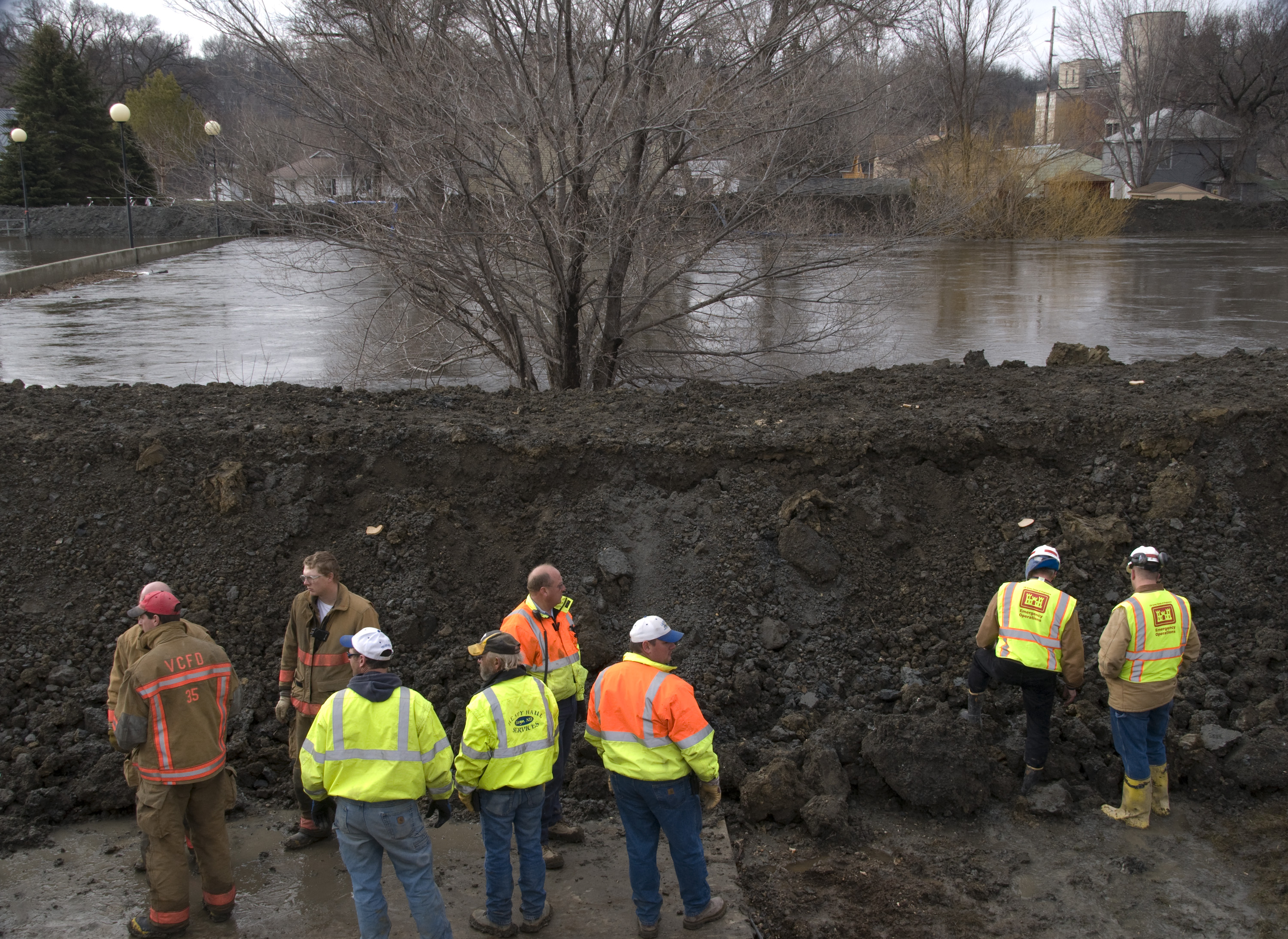
Dique de contención de inundaciones en Estados Unidos. La mecánica de suelos es básica para comprender y estudiar la estabilidad de taludes.

En Ingeniería, la mecánica de suelos es la aplicación de las leyes de la física y las ciencias naturales a los problemas que involucran las cargas impuestas a la capa superficial de la corteza terrestre. Esta ciencia fue fundada por Karl von Terzaghi, a partir de 1925, quien aclaró el comportamiento mecánico de medios porosos saturados (suelos, hormigón y rocas) y desarrolló la teoría de la consolidación.
Todas las obras de ingeniería civil se apoyan sobre el suelo de una u otra forma, y muchas de ellas, además, utilizan la tierra y rocas como elementos de construcción para terraplenes, diques y rellenos en general; por lo que, en consecuencia, su estabilidad y comportamiento funcional y estético estarán determinados, entre otros factores, por el desempeño del material de asiento situado dentro de las profundidades de influencia de los esfuerzos que se generan, o por el del suelo utilizado para conformar los rellenos.
Si se sobrepasan los límites de la capacidad resistente del suelo o si, aun sin llegar a ellos, las deformaciones son considerables, se pueden producir esfuerzos secundarios en los miembros estructurales, quizás no tomados en consideración en el diseño, productores a su vez de deformaciones importantes, fisuras, grietas, alabeo o desplomes que pueden producir, en casos extremos, el colapso de la obra o su inutilización y abandono.
En consecuencia, las condiciones del suelo como elemento de sustentación y construcción y las del cimiento como dispositivo de transición entre aquel y la infraestructura, han de ser siempre observadas, aunque esto se haga en proyectos pequeños fundados sobre suelos normales a la vista de datos estadísticos y experiencias locales, y en proyectos de mediana a gran importancia o en suelos dudosos, infaliblemente, a través de una correcta investigación de mecánica de suelos.

## Génesis y composición de suelos

### Génesis

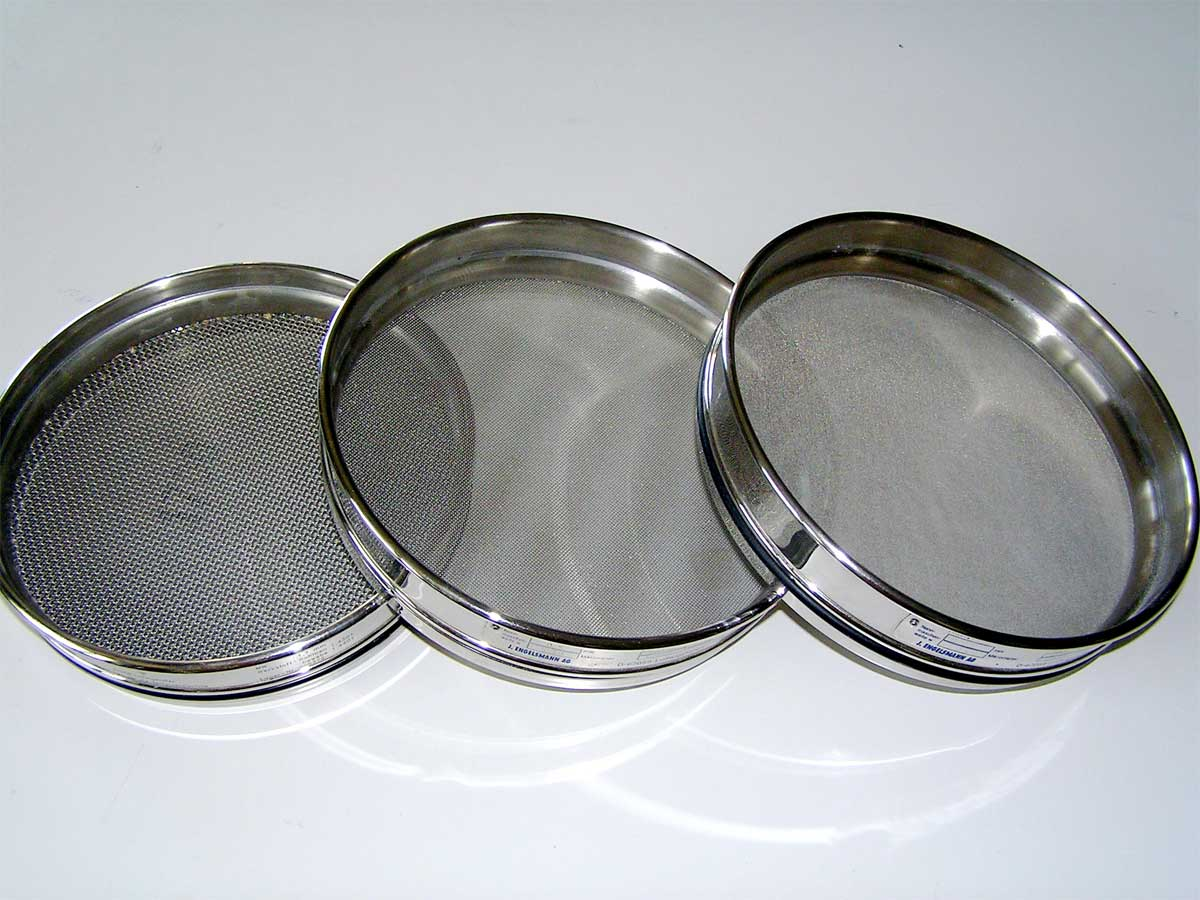
Tamices de laboratorio. Una investigación sobre suelos siempre conlleva la caracterización de tamaños de partículas, lo que se denomina granulometría. Las granulometrías son básicas para el estudio de suelos.

El mecanismo primario de creación de suelos es la erosión de rocas. Todos los tipos de rocas (ígneas, metamórficas y sedimentarias) pueden ser reducidas a partículas menores para crear suelo. Los mecanismos de erosión dependen del agente, pudiendo ser físico, químico y biológico. Las actividades humanas como las excavaciones, explosiones y deposición de residuos y material pueden crear también suelos. A lo largo del tiempo geológico los suelos pueden ser alterados por presión y temperatura hasta convertirse en rocas metamórficas o sedimentarias, o volver a ser fundidos y solidificados, volviendo a ser ígneos y cerrando el ciclo de las rocas.
La erosión física incluye los efectos de la temperatura, heladas, lluvia, viento, impacto y otros mecanismos. La erosión química incluye la disolución del compuesto de la roca y la precipitación en forma de otro mineral. La arcilla, por ejemplo, puede formarse a través de la erosión del feldespato, que es uno de los minerales más comunes de las rocas ígneas. El mineral más común de la arena es el cuarzo, que es también un componente importante de las rocas ígneas y se le llama Óxido de silicio (IV). En resumen todos los suelos del mundo son partículas más pequeñas provenientes de las rocas. Las partículas más grandes son denominadas gravas. Si las gravas se parten en partes más pequeñas pueden convertirse en arena, de esta al limo y de este a la arcilla, que es la división más pequeña. 
De acuerdo con el Sistema Unificado de Clasificación de Suelos, las partículas limosas tienen un rango de tamaños entre los 0,002 mm a los 0,075 mm y las partículas de arena tienen un tamaño entre 0,075 mm a 4,75 mm. Las partículas de gravas se consideran entre un rango que va de los 4,75 mm a los 76,2 mm y por encima de esto se denominan rocas.

## Transporte

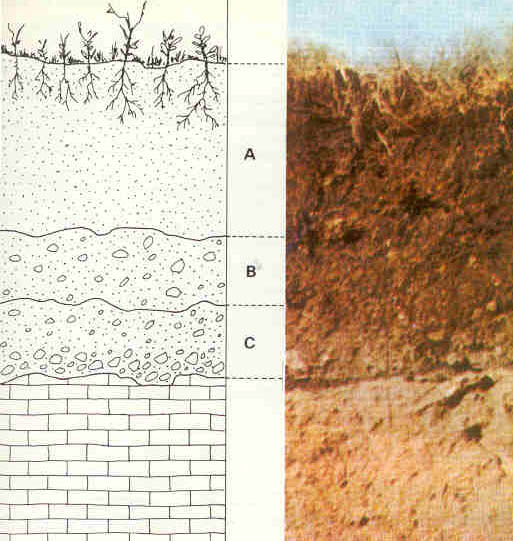
Ejemplo de horizontes del suelo a) coluvión y suelo más alto b) suelo residual maduro c) suelo residual joven d) roca erosionada.

Los depósitos de suelo están afectados por el mecanismo del transporte y la deposición hasta su localización. Los suelos que no han sido transportados sino que provienen de la roca madre que subyace por debajo de estos se denominan suelos residuales. El granito descompuesto es un ejemplo común de suelo residual. Los mecanismos más comunes del transporte son la acción de la gravedad, hielo, viento y agua. Los procesos eólicos incluyen las dunas de arena y los loess. El agua transporta las partículas en función de su tamaño y la velocidad de las aguas, de ahí la distribución granulométrica que aparecen en muchos ríos en función del punto donde se tome la muestra. Generalmente la arcilla y el limo se acumulan en las zonas más lentas del río, o en lagos y pantanos, mientras que las arenas y gravas se acumulan en el lecho de los ríos. La erosión de los glaciares es capaz de desplazar grandes bloques de piedra y partirlos en su camino hacia la desembocadura. La gravedad también es capaz de transportar grandes cantidades de materiales desde la cima de las montañas a los valles. A estos depósitos formados en las faldas de las montañas se le denominan coluvión (material depositado por causa de corrientes fluviales de pequeña magnitud). El mecanismo del transporte también afecta a la forma de las partículas, por ejemplo, las partículas de los ríos suelen ser redondeadas y los coluviones suelen presentar fracturas frescas.

## Composición del suelo

### Mineralogía del suelo
Arcillas, limos, arenas y gravas están clasificados por su tamaño, pero eso pueden consistir en una gran variedad de minerales. Debido a la estabilidad del cuarzo respecto a otras rocas minerales, es el material constituyente más común de la arena y el limo. Mica y feldespato son otros minerales comunes presentes en arenas y limos. Los minerales constituyentes de gravas suelen ser muy similares a los de la roca madre.
Los minerales más comunes en las arcillas son la montmorillonita, la esmectita, la ilita y la kaolinita. Estos minerales tienden a formar estructuras en placa con un rango entre {\displaystyle 10^{-7}m} y {\displaystyle 4x10^{-6}m} y un rango de grosores entre {\displaystyle 10^{-9}m}  y {\displaystyle 2x10^{-6}m}, y tienen una superficie específica relativamente grande. La superficie específica es definida por el ratio de área superficial de partículas entre la masa de las partículas. Los minerales de la arcilla tienen un rango de superficie específica de 10 a 1000 metros cuadrados por gramo. Esto hace que las arcillas tengan unas propiedades químicas y electrostáticas completamente distintas a la de otros materiales. 
Los minerales de los suelos están predominantemente formados por átomos de oxígeno, silicio, hidrógeno y aluminio, organizados en formas cristalinas. Estos elementos junto con el calcio, sodio, potasio, magnesio y carbono constituyen más del 99 por ciento de la masa sólida de La Tierra.

### Relación masa-suelo

Un diagrama de fase de suelo indicando la masas y volúmenes del aire, sólido, líquido y huecos.

Hay una gran variedad de parámetros usados para describir las proporciones relativas de aire, agua y sólidos en un suelo. Esta sección define estos parámetros y algunas de sus interrelaciones. La notación básica sería:
{\displaystyle V_{a}}, {\displaystyle V_{w}}, and {\displaystyle V_{s}} representa el volumen de aire, agua y sólidos en una mezcla de suelos;
{\displaystyle W_{a}}, {\displaystyle W_{w}}, and {\displaystyle W_{s}} representa el peso del aire, agua y sólidos en una mezcla de sólidos;
{\displaystyle M_{a}}, {\displaystyle M_{w}}, and {\displaystyle Ms} representa la masa del aire, agua y sólidos en la mezcla de sólidos;
{\displaystyle \rho _{a}}, {\displaystyle \rho _{w}}, and {\displaystyle \rho _{s}} representa las densidades de los constituyentes (aire, agua y sólidos) en una mezcla de suelo;
Nótese que el peso, W, puede ser obtenido multiplicando la masa, M, por la aceleración de la gravedad, g, e.g., {\displaystyle W_{s}=M_{s}g}
Gravedad específica es el ratio entre la densidad del material y la densidad del agua pura ({\displaystyle \rho _{w}=1g/cm^{3}}). 
Gravedad específica de sólidos, {\displaystyle G_{s}={\frac {\rho _{s}}{\rho _{w}}}}
Nótese que las unidades de peso convencionales {\displaystyle \gamma } pueden ser obtenidas multiplicando la densidad{\displaystyle \rho } por la aceleración debida a la gravedad, {\displaystyle g}.
Densidad o Densidad húmeda {\displaystyle \rho }, son los nombres distintos que se le da a la densidad de la mezcla, es decir el total de aire, agua y sólido dividido por el volumen de agua, aire y sólidos. (la masa del aire se aproxima a cero para propósitos prácticos):
{\displaystyle \rho ={\frac {M_{s}+M_{w}}{V_{s}+V_{w}+V_{a}}}={\frac {M_{t}}{V_{t}}}}
Densidad seca, {\displaystyle \rho _{d}}, es la masa de sólidos dividida por el volumen total de aire, agua y sólidos:
{\displaystyle \rho _{d}={\frac {M_{s}}{V_{s}+V_{w}+V_{a}}}={\frac {M_{s}}{V_{t}}}}
Densidad de flotación, o Densidad sumergida {\displaystyle \rho '}, se define como la densidad de la mezcla menos la densidad del agua, lo cual es útil en suelos sumergidos:
{\displaystyle \rho '=\rho \ -\rho _{w}}
donde {\displaystyle \rho _{w}} es la densidad del agua
Contenido en agua o Humedad, {\displaystyle w} es el ratio de masa de agua respecto a la masa de sólido. Es fácil de medir ya que es el cociente entre la muestra natural y la muestra secada al horno y pesada de nuevo. El procedimiento está estandarizado por la ASTM. 
{\displaystyle w={\frac {M_{w}}{M_{s}}}={\frac {W_{w}}{W_{s}}}}
Índice de huecos, {\displaystyle e}, o relación de vacíos, es el rango de volumen de huecos por el volumen de sólidos:
{\displaystyle e={\frac {V_{V}}{V_{S}}}={\frac {V_{V}}{V_{T}-V_{V}}}={\frac {n}{1-n}}}
Porosidad, {\displaystyle n}, es el ratio entre el volumen de huecos y el volumen total, y está relacionado con el índice de huecos:
{\displaystyle n={\frac {V_{v}}{V_{t}}}={\frac {V_{v}}{V_{s}+V_{v}}}={\frac {e}{1+e}}}
Grado de saturación, {\displaystyle S}, ratio entre el volumen de agua y el volumen de huecos, así una muestra S=1 estará completamente húmeda y no admitirá más agua:
{\displaystyle S={\frac {V_{w}}{V_{v}}}}
De las definiciones de arriba se pueden derivar las siguientes:
{\displaystyle \rho ={\frac {(G_{s}+Se)\rho _{w}}{1+e}}}
{\displaystyle \rho ={\frac {(1+w)G_{s}\rho _{w}}{1+e}}}
{\displaystyle w={\frac {Se}{G_{s}}}}

## Tensión efectiva y capilaridad: condiciones hidrostáticas

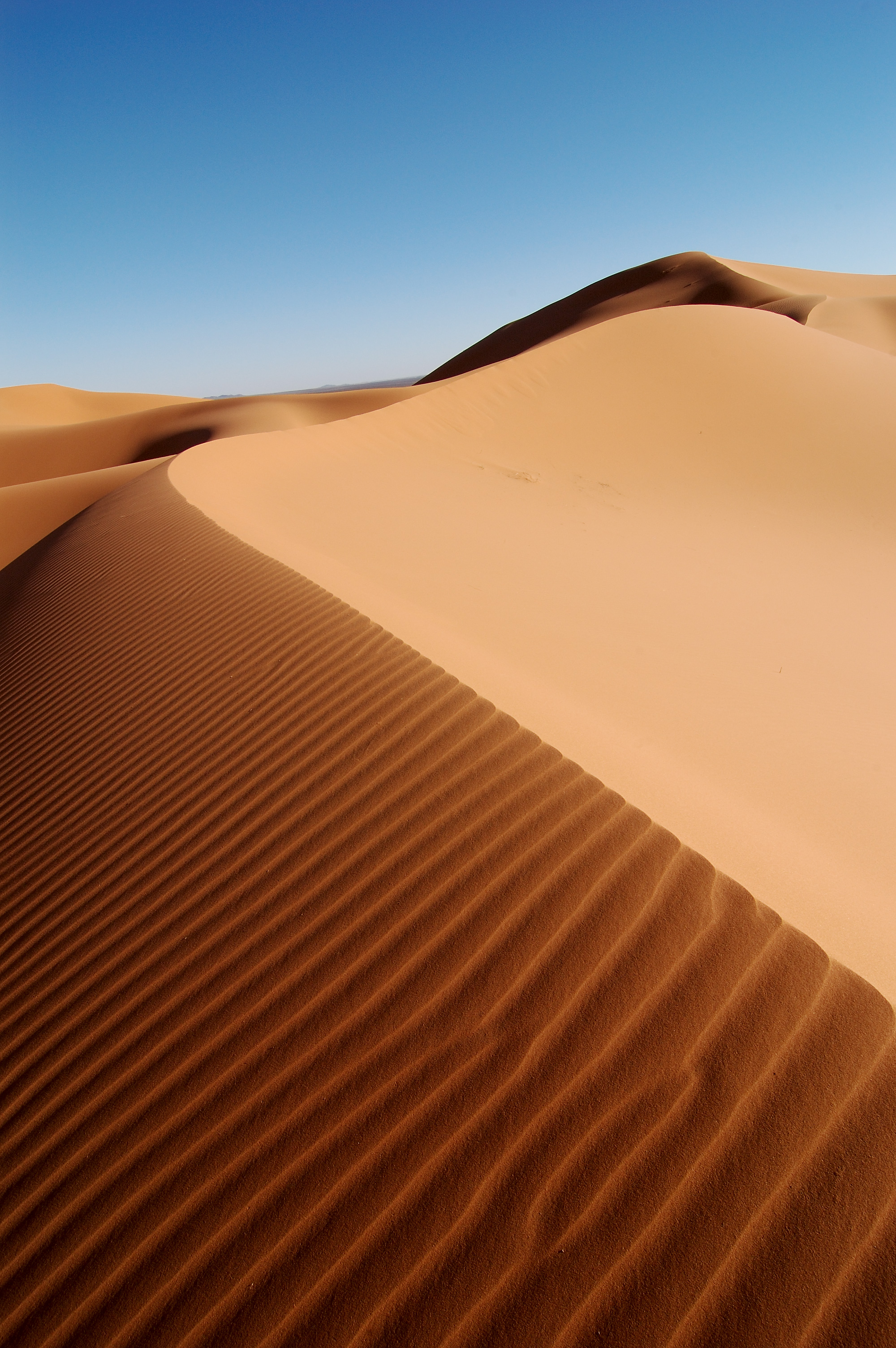
Duna del desierto. En una duna no hay agua en los huecos y la tensión efectiva es igual a la tensión normal siendo la presión entre los poros igual a cero.

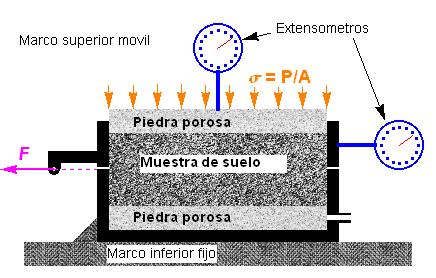
Esquema del aparato usado para efectuar la prueba directa de resistencia al esfuerzo cortante. En la actualidad esta prueba se ha visto desplazada por las pruebas de compresión triaxial

Para entender la mecánica de suelos es necesario entender cómo actúan las tensiones normales y efectivas entre las distintas fases. Ni la fase líquida ni la gaseosa aportan resistencia significativa a tensión cortante. La resistencia de cortante del suelo proviene de la fricción y el bloqueo interno de las partículas. La fricción depende de las tensiones de contacto entre las partículas sólidas. Por otro lado, las tensiones normales se distribuyen por todo el fluido y las partículas. Aunque los poros de aire son relativamente compresibles, pero los poros llenos de agua no por lo que en caso de esfuerzo normal las partículas se reordenarán distribuyendo toda la tensión por los fluidos, juntando aún más las partículas.
El principio de tensión efectiva, introducida por Karl Terzaghi, determina que la tensión efectiva σ', es decir, la tensión media intergranular entre partículas sólidas puede ser calculada por una simple resta de la presión de los poros de la presión total:
{\displaystyle \sigma '=\sigma -u\,}
donde σ es la tensión total y u es la presión del poro. No es práctico medir σ' directamente, así que en la práctica la tensión vertical efectiva se calcula a partir de la presión de los poros y la tensión total vertical. La distinción entre los términos de presión y tensión es también importante. Por definición, la presión en un punto es igual en todas las direcciones pero la tensión de un punto puede ser distinta en diferentes direcciones. En mecánica de suelos, las tensiones y presiones de compresión se consideran positivas y las presiones de tensión se consideran negativas, a la inversa de la convención utilizada en mecánica de sólidos.

### Presión total
Para condiciones a nivel de suelo, la presión vertical total en un punto, {\displaystyle \sigma _{v}}, en promedio, es el peso de todo lo que quede por encima de dicho punto por unidad de área. La tensión vertical bajo una capa superficial uniforme con densidad {\displaystyle \rho }, y grosor {\displaystyle H} es por el ejemplo:
{\displaystyle \sigma _{v}=\rho gH=\gamma H}
donde {\displaystyle g} es la aceleración debida a la gravedad, y {\displaystyle \gamma } en la unidad de masa de la capa superior. Si hay varias capas encima de distintas densidades o capas de agua se puede obtener el valor total sumando el producto de todas las capas. La tensión total aumenta con el incremento de la profundidad en proporción a las densidades de las capas superiores. Para calcular la tensión total horizontal se tiene que acudir a otras fórmulas, basada en la tensión vertical.

### Presión de poros de agua

#### Condiciones hidrostáticas

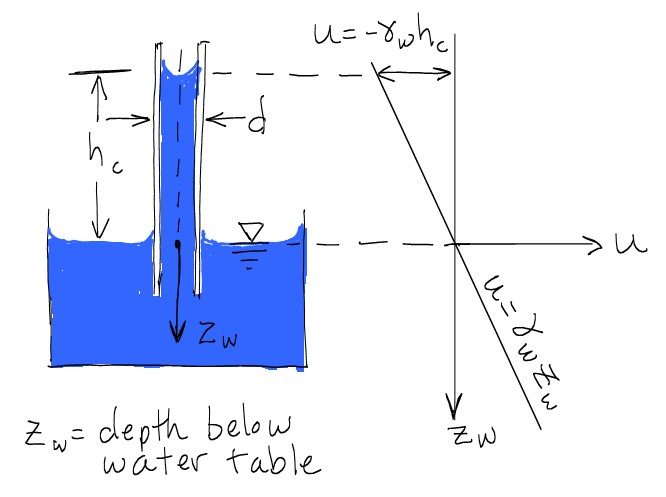
Tubo capilar de agua

Si no hubiera flujo de agua entre los poros, la presión de los poros de agua sería hidrostática. La tabla de agua o nivel freático está situada a la profundidad donde la presión de agua es igual a la presión atmosférica. Para condiciones hidrostáticas, la presión de agua aumenta linealmente con la profundidad por debajo del freático. 
{\displaystyle u=\rho _{w}gz_{w}}
donde {\displaystyle \rho _{w}} es la densidad del agua, y {\displaystyle z_{w}} es la profundidad por debajo del nivel freático.

#### Acción capilar

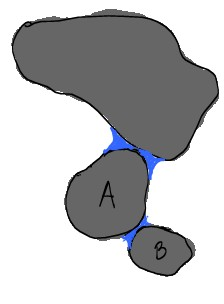
Agua en los contactos de los granos

Debido a la tensión superficial el agua puede subir mediante los pequeños huecos que se producen en el suelo. De esta forma el agua puede ascender por encima de la tabla de agua por los pequeños poros entre las partículas de suelo. De hecho el suelo puede saturarse completamente por encima de la tabla de agua. Por encima de la altura de saturación capilar, el contenido de agua en el suelo puede disminuir con la cota. Si el agua en la zona capilar no se está desplazando, la presión del agua obliga al equilibrio de la ecuación hidrostática, {\displaystyle u=\rho _{w}gz_{w}}, sin embargo {\displaystyle z_{w}} es negativa por encima del nivel freático. Por tanto, las presiones hidrostáticas del agua por encima del nivel freático son negativas. El grosor de la zona de capilaridad depende del tamaño de las partículas del suelo, pero generalmente, las alturas pueden variar entre centímetros (para un suelo arenoso) a decenas de metros (para un suelo arcilloso o limoso).

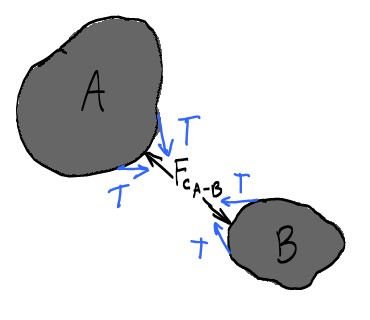
Fuerza de contacto intergranular, debida a la tensión superficial.

## Clasificación del suelo
Los ingenieros geotécnicos clasifican los tipos de partículas del suelo en función de varios experimentos (secado, paso por tamizes y moldeado). Estos experimentos aportan la información necesaria sobre las características de los granos del suelo que los componen. Hay que decir que la clasificación de los tipos de granos presentes en el suelo no aporta información sobre la "estructura" o "fábrica" del suelo, condiciones que describen la compacidad de las partículas y el patrón en la disposición de las partículas en una zona de carga tanto como el tamaño del poro o la distribución de fluido en los poros. Los ingenieros geológicos también clasifican el suelo en función de su génesis o su historial de estratificación. La clasificación más común es la S.U.C.S.

### Clasificación de los granos del suelo
En Estados Unidos y otros países se usa el Sistema Unificado de Clasificación de Suelos (Unified Soil Classification System o USCS). En Reino Unido se emplea la Norma British Standard BS5390 y también es muy conocida la clasificación del suelo de la AASHTO. En España se usa la clasificación del PG-3 para obras de carreteras.

#### Clasificación de arenas y gravas
En el USCS, gravas (que tienen el símbolo G) y arenas (con el símbolo S) están clasificadas de acuerdo al tamaño del grano y su distribución. Para el USCS, las gravas pueden ser clasificadas por GW (grava bien gradada), GP (grava pobremente gradada), GM (grava con una gran cantidad de limo), o GC (grava con una importante cantidad de arcilla). Igualmente las arenas pueden ser clasificadas como SW, SP, SM o SC. Arenas y gravas con una pequeña pero importante cantidad de finos (entre el 5% y 12%) pueden tener una clasificación doble, como por ejemplo SW-SC.

#### Límites de Atterberg
Arcillas y limos, a veces llamados "suelos de finos", son clasificados en función de sus límites de Atterberg; los más usados son el Límite Líquido (denotado por LL o {\displaystyle w_{l}}), Límite Plástico (denotado por PL o {\displaystyle w_{p}}), y el límite de retracción (denotado por SL). El límite de retracción corresponde al contenido de agua por debajo del cual el suelo no se retrae si se seca. 
El límite líquido y el límite plástico están arbitrariamente determinados por la tradición y convenciones. El límite líquido se determina midiendo el contenido en agua de una cuchara cerrada después de 25 golpes en un test estandarizado. También se puede determinar mediante un test de caída en un cono. El límite plástico es el contenido de agua por debajo del cual no es posible moldear cilindros con la mano menores de 3 milímetros. El suelo tiende a quebrarse o deshacerse si baja esa humedad.
El índice de plasticidad es la diferencia entre el límite líquido y el límite plástico del extracto de suelo. Es un indicador de cuanta agua puede absorber el suelo.

#### Clasificación de limos y arcillas

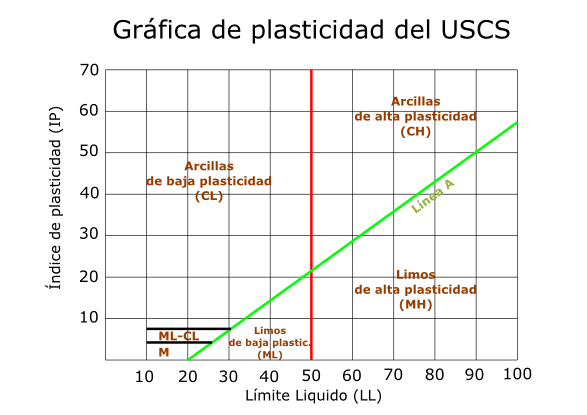
Gráfica para clasificar suelos finos por el sistema USCS.

De acuerdo con el Sistema Unificado de Clasificación de Suelos, los limos y arcillas están clasificados en función de los valores de su índice de plasticidad y límite líquido en una gráfica de plasticidad. La línea A de la gráfica separa las arcillas (C) de los limos (M). El límite líquido de 50% separa los suelos de alta plasticidad (se añade la letra H) de los de baja plasticidad (se añade la letra L). Otras posibles clasificaciones de limos y arcillas están dadas por ML, CL y MH. Si los límites de Atterberg caen en un punto de la gráfica cercano al origen pueden recibir una clasificación dual 'CL-ML'.

### Índices relativos a la resistencia del suelo

#### Índice de liquidez
Los efectos del contenido del agua en la resistencia de los suelos saturados pueden ser cuantificados por el uso del índice de liquidez o leche:
{\displaystyle LI={\frac {w-PL}{LL-PL}}}

#### Densidad relativa
La densidad de arenas (suelos sin cohesión) está caracterizada a veces por su densidad relativa, {\displaystyle D_{r}}
{\displaystyle D_{r}={\frac {e_{max}-e}{e_{max}-e_{min}}}100\%}

## Roca y suelo
Los términos roca y suelo, en las acepciones en que son utilizados por el ingeniero civil y a diferencia del concepto geológico que supone roca a todos los elementos constitutivos de la corteza terrestre, implican una clara diferencia entre dos tipos de materiales.
La roca es considerada como un agregado natural de partículas minerales unidas mediante grandes fuerzas cohesivas. Y se llama roca a todo material que suponga una alta resistencia, y suelo, contrariamente, a todo elemento natural compuesto de corpúsculos minerales separables por medios mecánicos de poca intensidad, como son la agitación en agua y la presión de los dedos de la mano.
Para distinguir un suelo de una roca se puede hacer uso de un vaso de precipitado con agua en el que se introduce la muestra a clasificar y se agita. La desintegración del material al cabo del tiempo conduce al calificativo de suelo, considerándose roca en el caso de efectos contrarios. Por medio de la compresión se puede establecer una frontera numérica; si el material rompe a menos de 14 kg/cm² se toma como suelo, significándose que tal límite es arbitrario y que, en ocasiones, muestras que superan en el laboratorio el supradicho esfuerzo son manejadas con los criterios de suelo.
Con el paso del tiempo y debido a fenómenos de meteorización, la roca va perdiendo progresivamente su resistencia mecánica y se transforma en suelo.

## Métodos de prospección de suelos
Un estudio de mecánica de suelos nos debe llevar a obtener un conjunto de datos que nos permita tener una mejor idea acerca de las características que presenta el suelo donde vamos a construir. Hablando de esas características lo que un ingeniero civil o el proyectista requiere son las propiedades físicas del subsuelo, para esto se deben de tomar muestras del suelo las cuales serán llevadas a un laboratorio donde una persona preparada en el tema nos reportara los datos que necesitamos. 
Existen dos tipos de sondeos los preliminares y los definitivos.